# Eszter Perényi
Eszter Perényi (ur. 15 grudnia 1943 w Budapeszcie) – węgierska skrzypaczka, profesor.

## Życiorys
W 1967 ukończyła studia w Akademii Muzycznej w Budapeszcie (węg. Liszt Ferenc Zeneművészeti Egyetem). Od 1998 jest na tej samej uczelni profesorem oraz dziekanem Wydziału Instrumentów Smyczkowych. Prowadziła kursy mistrzowskie w takich krajach jak Węgry, Chiny, Hiszpania, Belgia, Holandia i Izrael. W 2012 była profesorem-gościem Tokijskiego Uniwersytetu Sztuki. Występuje jako solistka i kameralistka, m.in. współpracowała z takimi artystami jak Miklós Perényi, Jenő Jandó, Dénes Várjon, Ilona Prunyi, Gyula Kiss i Imre Rohmann. Występowała z Orkiestrą Symfoniczną Filharmonii Narodowej, Orkiestrą Radia Węgierskiego, Orkiestrą Kameralną im. Ferenca Liszta, Londyńską Orkiestrą Symfoniczną, Orkiestrą Symfoniczną RAI. Nagrywała dla takich wytwórni jak Decca, Naxos i Hungaroton.

## Nagrody i udział w jury
Zdobyła takie wyróżnienia jak:
- Nagroda im. Ferenca Liszta (1987),
- Nagroda Bartók-Pásztory (2002)[1].

Była jurorką na takich konkursach jak:
- Konkurs im. Yehudi Menuhina (Wielka Brytania),
- Konkurs im. Kreislera (Wiedeń),
- Konkurs im. Telemanna (Poznań),
- Konkurs im. Szigetiego-Hubaya (Budapeszt),
- Konkurs im. Yampolskiego (Moskwa),
- Konkurs Muzyki Kameralnej (Osaka)[1].

W 2016 była jurorem na XIII Międzynarodowym Konkursie Lutniczym im. Henryka Wieniawskiego w Poznaniu.

## Odznaczenia
W 1995 otrzymała Mały Krzyż Republiki Węgierskiej. 